# Università di economia di Breslavia
L'Università di Scienze Economiche e Aziendali di Wrocław (in polacco: Uniwersytet Ekonomiczny we Wrocławiu) è una delle dieci università pubbliche di Breslavia, in Polonia.

## Storia
L'università fu fondata nel 1947 come business school privata (poi nominata Wyższa Szkoła Handlowa o istituto per il commercio). Nel 1954 venne statalizzata con il nome di Wyższa Szkoła Ekonomiczna (scuola superiore di economia). Nell'ottobre del 1974, l'ente assunse il nome dell'economista polacco Oskar Lange, poi rimosso nel 2008 con l'aggiornamento della denominazione ufficiale.

## Struttura
L'ateneo è organizzato nelle seguenti facoltà:
- Economia, management e turismo (situata a Jelenia Góra)
- Gestione, sistemi informativi e finanza
- Ingegneria ed economia
- Scienze economiche

## Rettori
I rettori dell'università:
- Kamil Stefko (1947-1951)
- Stefan Górniak (1951-1952)
- Antoni Wrzosek (1952-1955)
- Krzysztof Jeżowski (1955-1956)
- Wincenty Styś (1956-1959)
- Adam Chełmoński (1959)
- Józef Fiema (1955-1966)
- Józef Popkiewicz (1966-1979)
- Józef Kaleta (1979-1987)
- Wiesław Pluta (1987-1990)
- Józef Kaleta (1990-1993)
- Andrzej Baborski (1993-1999)
- Marian Noga (1999-2005)
- Bogusław Fiedor (2005-2012)
- Andrzej Gospodarowicz (2012-2016)
- Andrzej Kaleta (dal 2016)

## Galleria d'immagini

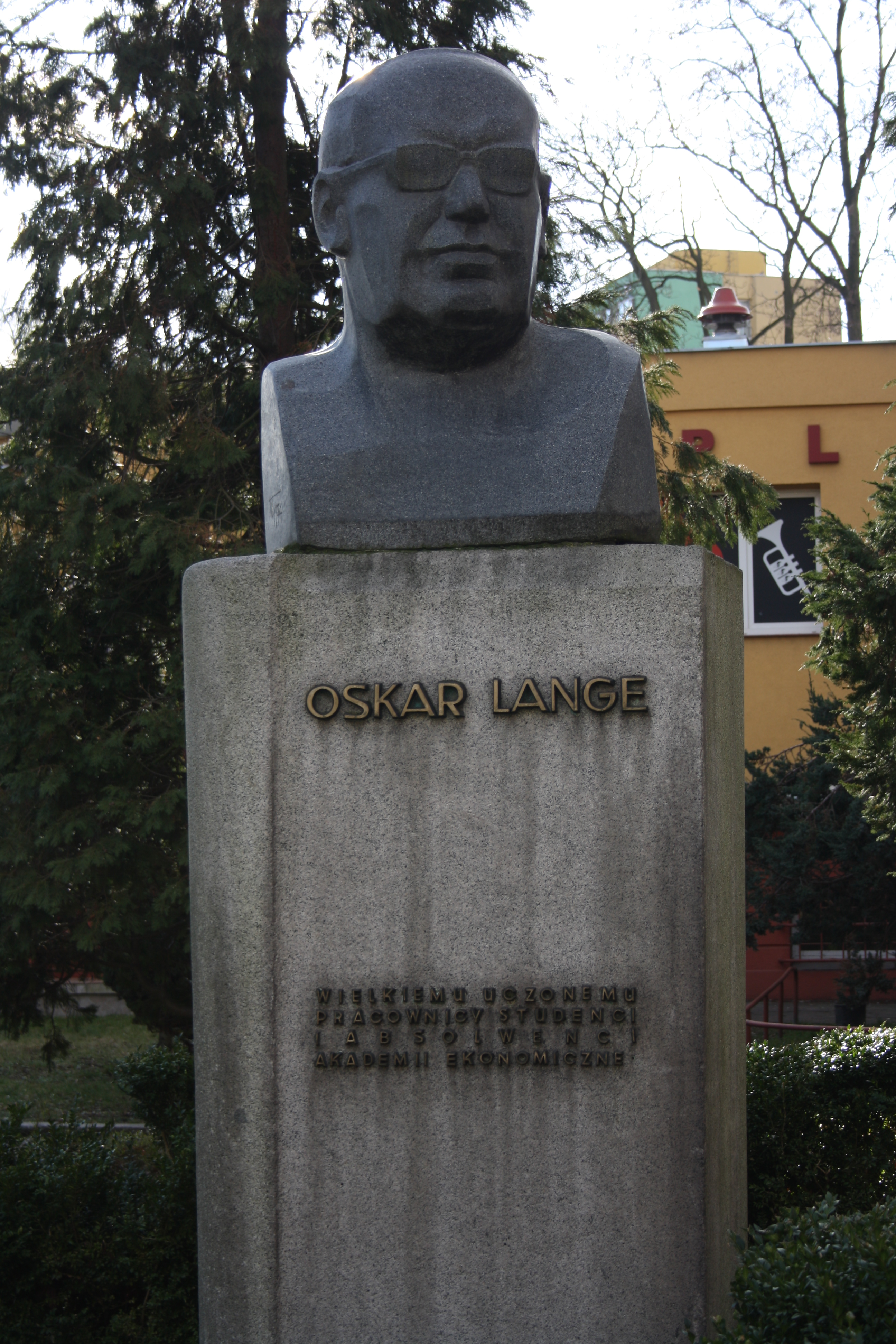
Monumento ad Oskar Lange
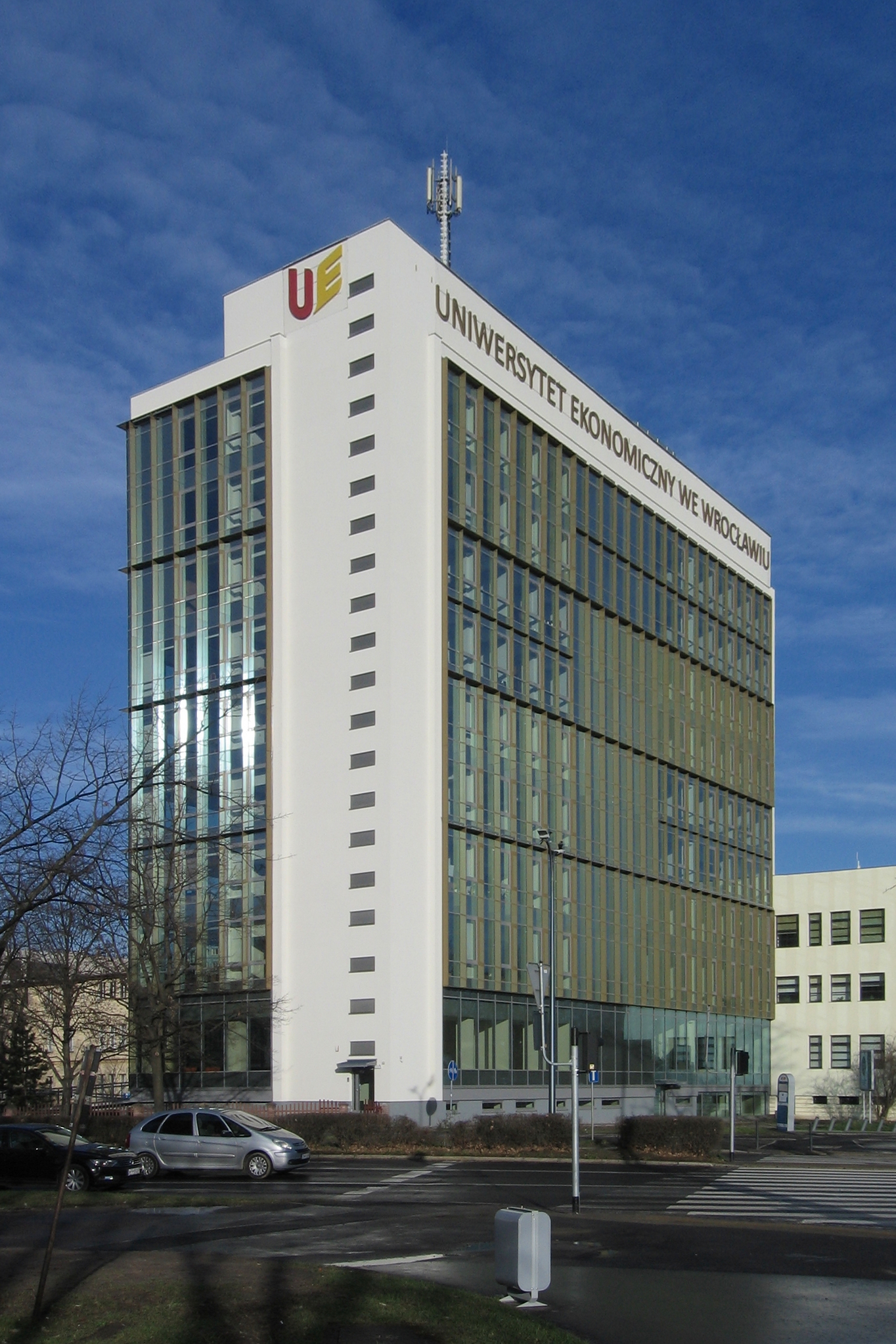
Edificio „Z”
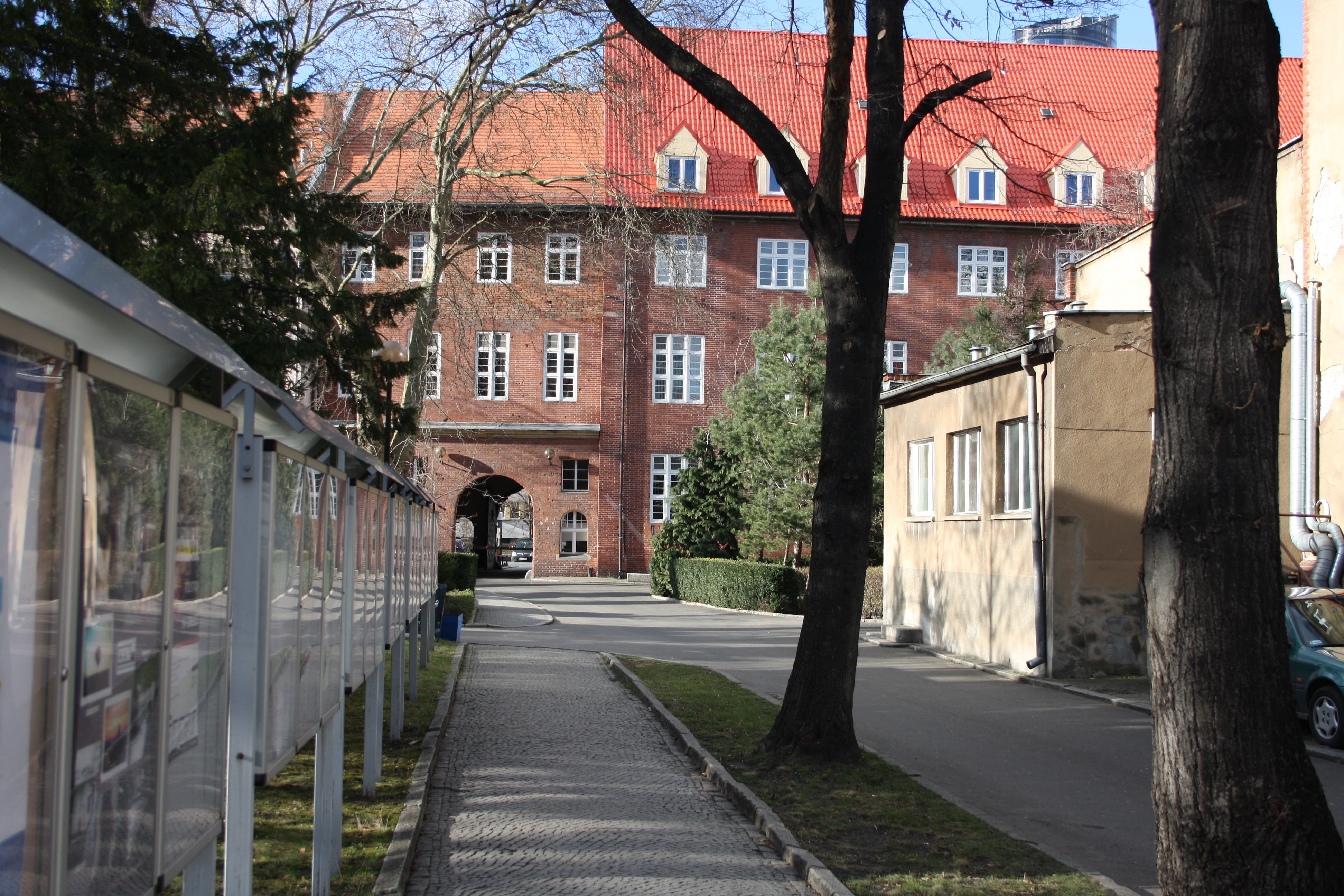
Il Campus
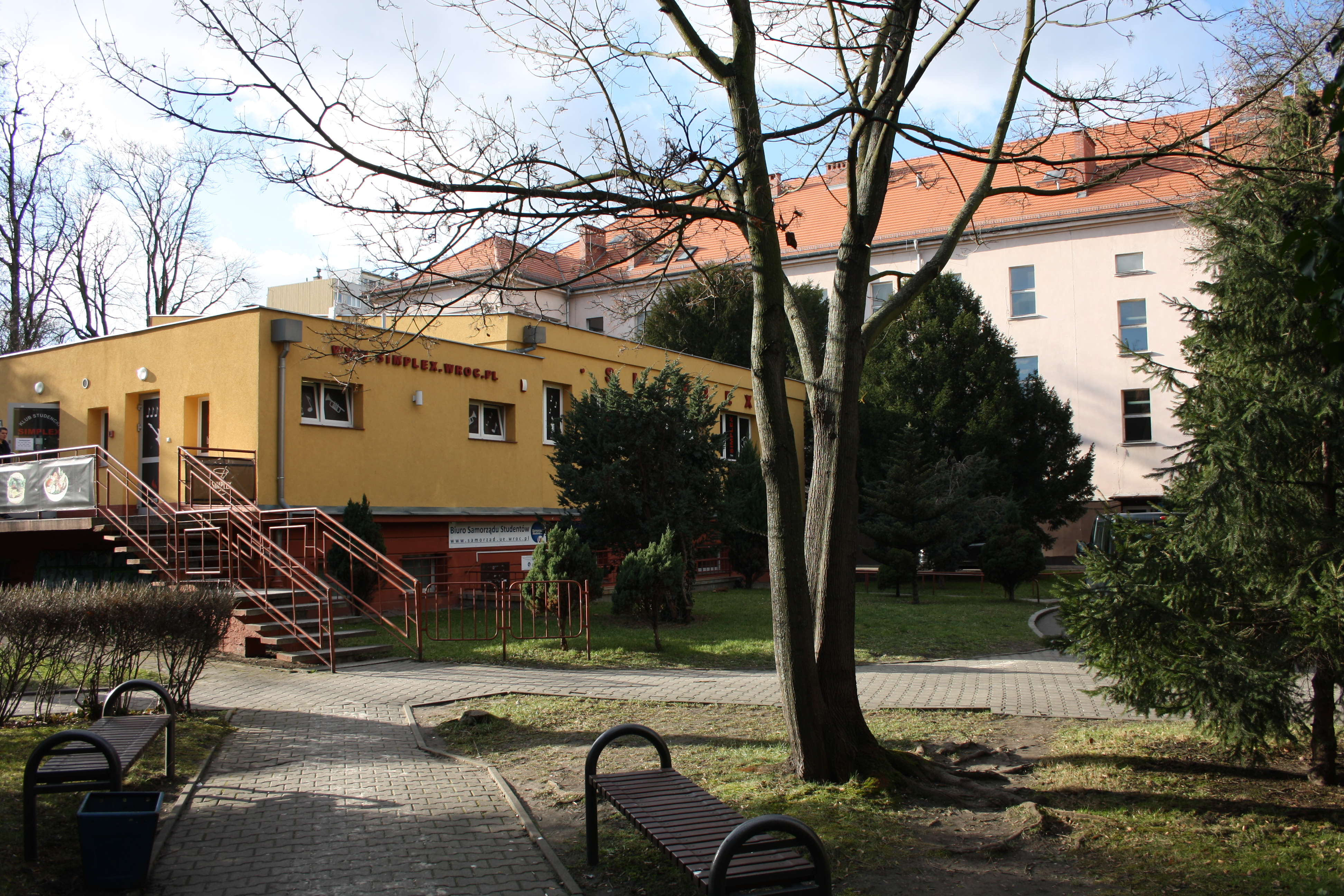
Vista dal lato sud della residenza per studenti (Simplex)